# Mojné
Mojné är en ort i Tjeckien.   Den ligger i regionen Södra Böhmen, i den södra delen av landet, 140 km söder om huvudstaden Prag. Mojné ligger 550 meter över havet och antalet invånare är 190.
Terrängen runt Mojné är platt åt nordost, men åt sydväst är den kuperad.Runt Mojné är det ganska glesbefolkat, med 32 invånare per kvadratkilometer. Närmaste större samhälle är České Budějovice, 16,3 km norr om Mojné. I omgivningarna runt Mojné växer i huvudsak blandskog.